# Segatronchi
Una segatronchi è una macchina, o un insieme di vari organi, che ha come funzione la segagione di tronchi di legno per ottenerne tavole di vari spessori.

## Struttura
Una segatronchi è composta da una colonna sulla quale sono montati due volani, solitamente in ghisa o acciaio, sui quali è in tensione una lama a nastro.
Detta lama è tenuta in tensione da dei cilindri idraulici ed è dotata di una speciale bombatura che permette alla lama stessa di rimanere sui volani in rotazione durante le operazioni di taglio.
Il carro portatronchi è movimentato su dei binari e, ad ogni taglio, si sposta permettendo il taglio di tavole dello spessore stabilito.
Alla base delle segatronchi vi è una complessa tecnologia ed un costante rinnovamento tecnologico per migliorare il rendimento di un materiale rinnovabile come il legno.